# Jaylin Williams
Jaylin Michael Williams (Fort Smith, 29 giugno 2002) è un cestista statunitense, professionista nella NBA con gli Oklahoma City Thunder.

## Carriera
Dopo aver trascorso due stagioni con gli Arkansas Razorbacks, nel 2022 si dichiara per il Draft NBA, venendo selezionato con la trentaquattresima scelta assoluta dagli Oklahoma City Thunder.

## Statistiche

### NCAA
| Anno      | Squadra         | PG | PT | MP   | TC%  | 3P%  | TL%  | RP  | AP  | PRP | SP  | PP   |
| --------- | --------------- | -- | -- | ---- | ---- | ---- | ---- | --- | --- | --- | --- | ---- |
| 2020-2021 | Ark. Razorbacks | 26 | 5  | 16,0 | 47,8 | 30,4 | 74,2 | 4,7 | 0,8 | 0,5 | 0,7 | 3,7  |
| 2021-2022 | Ark. Razorbacks | 37 | 35 | 31,6 | 46,1 | 23,9 | 72,9 | 9,8 | 2,6 | 1,3 | 1,1 | 10,9 |
| Carriera  | Carriera        | 63 | 40 | 25,2 | 46,4 | 25,5 | 73,1 | 7,7 | 1,8 | 1,0 | 0,9 | 7,9  |

#### Massimi in carriera
- Massimo di punti: 22 vs Alabama (12 febbraio 2022)[5]
- Massimo di rimbalzi: 16 vs Tennessee (19 febbraio 2022)
- Massimo di assist: 7 vs Northern Iowa (17 novembre 2021)
- Massimo di palle rubate: 6 vs Texas A&M (22 gennaio 2022)
- Massimo di stoppate: 4 (2 volte)
- Massimo di minuti: 42 vs Texas A&M (22 gennaio 2022)

### NBA

#### Regular Season
| Anno       | Squadra          | PG  | PT | MP   | TC%  | 3P%  | TL%  | RP  | AP  | PRP | SP  | PP  |
| ---------- | ---------------- | --- | -- | ---- | ---- | ---- | ---- | --- | --- | --- | --- | --- |
| 2022-2023  | Oklahoma Thunder | 49  | 36 | 18,7 | 43,6 | 40,7 | 70,4 | 4,9 | 1,6 | 0,6 | 0,2 | 5,9 |
| 2023-2024  | Oklahoma Thunder | 69  | 1  | 13,0 | 41,7 | 36,8 | 80,5 | 3,4 | 1,6 | 0,4 | 0,4 | 4,0 |
| 2024-2025† | Oklahoma Thunder | 47  | 9  | 16,7 | 43,9 | 39,9 | 76,7 | 5,6 | 2,6 | 0,5 | 0,6 | 5,9 |
| Carriera   | Carriera         | 165 | 46 | 15,7 | 43,0 | 39,0 | 75,2 | 4,5 | 1,9 | 0,5 | 0,4 | 5,1 |

#### Playoffs
| Anno     | Squadra          | PG | PT | MP   | TC%  | 3P%  | TL%  | RP  | AP  | PRP | SP  | PP  |
| -------- | ---------------- | -- | -- | ---- | ---- | ---- | ---- | --- | --- | --- | --- | --- |
| 2024     | Oklahoma Thunder | 10 | 0  | 12,7 | 48,5 | 40,9 | 75,0 | 3,2 | 1,5 | 0,4 | 0,3 | 4,4 |
| 2025†    | Oklahoma Thunder | 17 | 0  | 8,3  | 42,9 | 36,0 | 54,5 | 1,9 | 1,0 | 0,5 | 0,1 | 2,6 |
| Carriera | Carriera         | 27 | 0  | 9,9  | 45,6 | 38,3 | 60,0 | 2,4 | 1,2 | 0,4 | 0,2 | 3,3 |

#### Massimi in carriera
- Massimo di punti: 15 vs Golden State Warriors (7 marzo 2023)[6]
- Massimo di rimbalzi: 16 vs Houston Rockets (15 febbraio 2023)
- Massimo di assist: 7 vs Los Angeles Lakers (7 febbraio 2023)
- Massimo di palle rubate: 4 vs San Antonio Spurs (12 marzo 2023)
- Massimo di stoppate: 2 vs Utah Jazz (3 marzo 2023)
- Massimo di minuti: 32 vs Detroit Pistons (29 marzo 2023)

### G League
| Anno      | Squadra       | PG | PT | MP   | TC%  | 3P%  | TL%  | RP  | AP  | PRP | SP  | PP   |
| --------- | ------------- | -- | -- | ---- | ---- | ---- | ---- | --- | --- | --- | --- | ---- |
| 2022-2023 | Oklahoma Blue | 12 | 12 | 30,7 | 62,1 | 36,0 | 72,7 | 8,7 | 5,7 | 1,3 | 0,3 | 14,7 |
| Carriera  | Carriera      | 12 | 12 | 30,7 | 62,1 | 36,0 | 72,7 | 8,7 | 5,7 | 1,3 | 0,3 | 14,7 |

## Palmarès
- Campionato NBA: 1

Oklahoma City Thunder: 2025